# 拟蜂麻蝇属
拟蜂麻蝇属（学名：Miltogrammoides）为麻蝇科的一个属。

## 下属物种
本属包括以下物种：
- 济民拟蜂麻蝇 Miltogrammoides zimini Rohdendorf